# Gerhard Barkhorn

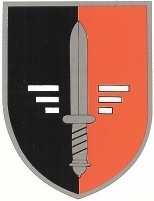
Emblème du Jagdgeschwader 52

Gerhard Barkhorn (né le 20 mars 1919 à Königsberg en Prusse-Orientale et mort le 8 janvier 1983 à Frechen), était un pilote de chasse allemand, officier durant la Seconde Guerre mondiale puis général dans la Bundeswehr. Il fut l'un des grands as aériens de la Seconde Guerre mondiale (301 victoires).

## Biographie
Barkhorn entra dans la Luftwaffe en 1938 et pilota un an plus tard son premier Messerschmitt Bf 109. Initialement affecté au Jagdgeschwader 2 (JG-2) Richthofen, il participa à des missions contre l'Angleterre. Durant cette période, il n'obtint aucune victoire mais il fut atteint par deux fois par des chasseurs britanniques. En une occasion, il fut abattu au-dessus de la Manche et se tira d'affaire d'extrème justesse grâce à son parachute.
En août 1940, il fut affecté avec le grade de Oberleutnant (lieutenant) au II./JG-52. Dans cette escadrille, il obtint sa première victoire, le 2 juillet 1941, à sa cent-vingtième sortie opérationnelle. En 1942, il devint chef d'escadrille.
Le 23 août 1942, après sa 59e victoire, il fut décoré de la croix de chevalier de la croix de fer (Ritterkreuz). Le 11 janvier 1943, son 120e succès lui permit de décrocher les feuilles de chêne pour sa croix de chevalier. En juin 1943, il prit la tête du II./JG-52. Le 2 mars 1944, alors Hauptmann (capitaine), il fut décoré des glaives pour sa 250e victoire obtenue le 13 février 1944. Le 31 mai 1944, au cours d'une mission d'escorte d'une formation de Stukas commandée par le fameux Hans-Ulrich Rudel, il fut abattu par un chasseur russe et se retrouva dans un hôpital militaire durant quatre mois.
En janvier 1945, il fut nommé à la tête du Jagdgeschwader 6 (JG 6) Horst Wessel avant d'être muté dans le Jagdverband 44 commandé par Adolf Galland et équipé des nouveaux chasseurs à réaction Messerschmitt Me 262. Il n'effectua que deux missions sur cet appareil et fut abattu au cours de la seconde. Il était sur le point d'attaquer une formation de bombardiers américains lorsqu’il fut obligé de faire un atterrissage forcé à la suite de la panne d'un de ses deux moteurs. Il fut blessé lors de l'atterrissage et il termina la guerre à l'hôpital. Comme des centaines d'autres pilotes, Barkhorn fut fait prisonnier par les Américains.
Barkhorn a effectué 1104 missions de combat et plus de 2 000 heures de vol sur Messerschmitt Bf 109. Avec 301 victoires en combat aérien, il se situe au deuxième rang dans la liste des pilotes de chasse de la Luftwaffe (ainsi qu'au plan mondial), après Erich Hartmann. Durant toute la guerre, il fut également abattu huit fois.
Après la guerre, il entra dans la nouvelle armée allemande, la Bundeswehr, en 1956. Il reçut une nouvelle formation en même temps que d'autres vétérans de la Seconde Guerre mondiale, tels Johannes Steinhoff, Günther Rall ou Erich Hartmann. Au début, les formations eurent lieu en Grande-Bretagne et aux États-Unis puis, à partir de janvier 1957, en Allemagne. À compter de cette date et jusqu'en 1962, il commanda l'escadrille de chasseurs-bombardiers Jagdbombergeschwader 31 « Boelcke ».
En 1963, au cours de l’essai d’un prototype Hawker Siddeley P.1127, il s’écrase mais est secouru et déclare aux sauveteurs : « Drei hundert und zwei (302) ! » en référence à ses victoires aériennes précédentes !
En 1964, il fut nommé Oberst (colonel) et devint officier d'état-major de l'escadron d'essais de la Luftwaffe. En 1969, il devint général de brigade puis, quatre ans plus tard, Generalmajor (général de division aérienne). Finalement, Barkhorn devint chef d'état-major de la 4th ATAF (Allied Tactical Air Force) de l'OTAN à Ramstein. Il prit sa retraite en 1975.
En 1983, lui et sa femme Christl, dont il avait jadis peint le prénom sur le fuselage de ses appareils, trouvèrent la mort des suites d'un accident de voiture à Frechen près de Cologne. Ils furent enterrés près du lac Tegern, en Bavière.